# Скворцов, Лев Иванович
Лев Ива́нович Скворцо́в (10 июля 1934, Суздаль — 9 сентября 2014, Москва) — советский и российский лингвист, писатель, доктор филологических наук, профессор кафедры русского языка и стилистики Литературного института им. А. М. Горького и кафедры мировой литературы и культуры МГИМО. Автор более 400 публикаций, в том числе около 20 книг.

## Биография
Родился в семье агрономов-полеводов. Рано (с 4 лет) начал читать, с пятилетнего возраста был записан в городскую библиотеку.
Окончил филологический факультет МГУ им. М. В. Ломоносова. С 1958 по 1993 год работал в Институте русского языка АН СССР (РАН), где после смерти своего учителя С. И. Ожегова заведовал сектором, а затем отделом культуры русской речи. В 1966 году защитил кандидатскую диссертацию «Взаимодействия литературного языка и социальных диалектов (на материале русской лексики послеоктябрьского периода)», в 1978 году — докторскую диссертацию «Теоретические основы культуры речи».
Последователь и сотрудник выдающихся учёных: академиков В. И. Борковского и В. В. Виноградова, профессоров А. А. Реформатского, Ф. П. Филина и Н. М. Шанского. С 1993 по август 2014 года преподавал в Литературном институте им. А. М. Горького.
В 1962—1991 годах был автором и ведущим воскресных передач Всесоюзного радио «В мире слов», одним из основателей которых он являлся. Материалы передач публиковались в журналах «Наука и жизнь», «Семья и школа», «Работница» и других периодических изданиях. Действительный член (академик) Академии российской словесности, председатель жюри I—X всероссийских олимпиад школьников по русскому языку.
По сообщению «Хроники текущих событий», в 1968 году Л. И. Скворцов активно участвовал в общественном осуждении 11 научных сотрудников ИРЯ, подписавших письма по «процессу четырёх» (Гинзбург, Галансков, Лашкова, Добровольский). Позднее он как секретарь парторганизации Института совместно с директором Ф. П. Филиным вёл «проработки» и добивался увольнения инакомыслящих.
Под редакцией Л. И. Скворцова вышли с 24-го (2003) по 28-е (2014) издания толкового словаря Ожегова, в которых не учитывались позднейшие добавления Н. Ю. Шведовой.
С 2019 года ежегодно проводятся Скворцовские чтения.

## Семья
Жена
- Скворцова (Стенина) Татьяна Николаевна

Дети
- Скворцов Ярослав Львович, кандидат социологических наук, декан факультета журналистики МГИМО
- Кукурян (Скворцова) Ирина Львовна, кандидат филологических наук, доцент Факультета иностранных языков и регионоведения МГУ

## Награды
- Медаль Пушкина (15 января 2004 года) — за достигнутые трудовые успехи и многолетнюю плодотворную работу[10].
- Почётная грамота Президента Российской Федерации (27 января 2010 года) — за достигнутые трудовые успехи и многолетнюю плодотворную работу[11].

## Основные работы
- Правильность русской речи: трудные случаи современного словоупотребления. Опыт словаря-справочника / сост. Л. П. Крысин, Л. И. Скворцов; под ред. С. И. Ожегова. — М.: Издательство АН СССР, 1962. — 184 с. — 120 000 экз. (2-е изд. 1965)
- Актуальные проблемы культуры речи / под ред. В. Г. Костомарова и Л. И. Скворцова. — М.: Наука, 1970. — 408 с. — 7500 экз.
- Люстрова З. Н. Скворцов Л. И. Мир родной речи: беседы о русском языке и культуре речи. — М.: Знание, 1972. — 150 с. — (Народный университет. Факультет литературы и искусства). — 150 000 экз.
- Дерягин В. Я., Люстрова З. Н. Скворцов Л. И. Беседы о русском слове. — М.: Знание, 1976. — 144 с. — (Народный университет. Факультет литературы и искусства). — 250 000 экз. (2-е изд. 1978)
- Литературная норма и просторечие / отв. ред. Л. И. Скворцов. — М.: Наука, 1977. — 254 с. — (Культура русской речи). — 10 200 экз.
- Современная русская пунктуация / отв ред. Л. И. Скворцов. — М.: Наука, 1979. — 262 с. — (Культура русской речи). — 15 000 экз.
- Скворцов Л. И. Теоретические основы культуры речи / отв. ред. Ф. П. Филин. — М.: Наука, 1980. — 352 с. — 12 150 экз.
- Скворцов Л. И. Правильно ли мы говорим по-русски? (Справочное пособие по произношению, ударению и словоупотреблению). — М.: Знание, 1980. — 224 с. — (Народный университет. Факультет литературы и искусства). — 100 000 экз. (2-е изд. 1983)
- Скворцов Л. И. Культура языка — достояние социалистической культуры. — М.: Просвещение, 1981. — 192 с. — (Мир знаний). — 100 000 экз.
- Литературная норма и вариантность / отв. ред. Л. И. Скворцов. — М.: Наука, 1981. — 272 с. — (Культура русской речи). — 4500 экз.
- Терминология и культура речи / отв. ред. Т. С. Коготкова, Л. И. Скворцов. — М.: Наука, 1981. — 272 с. — (Культура русской речи). — 9250 экз.
- Скворцов Л. И. С. И. Ожегов. — М.: Просвещение, 1982. — 112 с. — (Люди науки). — 100 000 экз.
- Дерягин В. Я., Люстрова З. Н. Скворцов Л. И. Друзьям русского языка: книга о развитии современного русского языка, о его месте в социалистической культуре. — М.: Знание, 1982. — 160 с. — (Народный университет. Факультет литературы и искусства). — 300 000 экз.
- Культура речи в технической документации / отв. ред. Л. И. Скворцов. — М.: Наука, 1982. — 218 с. — (Культура русской речи). — 7450 экз.
- Литературная норма в лексике и фразеологии / отв. ред. Л. И. Скворцов, Б. С. Шварцкопф. — М.: Наука, 1983. — 264 с. — (Культура русской речи). — 4500 экз.
- Основы культуры речи: хрестоматия / сост. Л. И. Скворцов. — М.: Высшая школа, 1984. — 312 с. — 75 000 экз.
- Культура речи на сцене и на экране / отв. ред. Л. Н. Кузнецова, Л. И. Скворцов. — М.: Наука, 1986. — 192 с. — (Культура русской речи). — 11 200 экз.
- Дерягин В. Я., Люстрова З. Н., Скворцов Л. И. О культуре русской речи. (Старое и новое в слове. Русский язык советской эпохи. — М.: Знание, 1987. — 176 с. — (Народный университет. Факультет литературы и искусства). — 100 000 экз. (2-е изд. 2009)
- Скворцов Л. И. Культура языка и экология слова // Русская речь : журнал. — 1988. — № 4, № 5.
- Скворцов Л. И. Экология слова, или Поговорим о культуре русской речи. — М.: Просвещение, 1996. — 208158 с. — ISBN 5-09-003916-X. (3-е изд. 2009)
- Скворцов Л. И. О том, куда нас власть вела, творя великие дела. — М.: Издательство Литературного института им. A. M. Горького, 2000. — Т. 1. — 200 с.
- Скворцов Л. И. О том, куда нас власть вела, творя великие дела. — М.: Издательство Литературного института им. A. M. Горького, 2000. — Т. 2.
- Скворцов Л. И. Большой толковый словарь русского языка. — М.: Юнвес, 2005. — 1136 с. — 1000 экз. — ISBN 5-88682-265-8.
- Скворцов Л. И. Большой толковый словарь правильной русской речи. — М.: Диля, 2006. — 1136 с. — 3000 экз. — ISBN 5-88503-463-X. (2-е изд. 2009)
- Скворцов Л. И. Культура русской речи: словарь-справочник. — М.: Академия, 2003. — 224 с. — (Высшее образование). — 30 000 экз. — ISBN 5-7695-1387-X. (4-е изд. 2010)
- Скворцов Л. И. Школьный словарь по культуре русской речи. — М.: Дрофа, 2010. — 432 с. — 3000 экз. — ISBN 978-5-358-06848-3.